# Trisopsis oleae
Trisopsis oleae är en tvåvingeart som beskrevs av Jean-Jacques Kieffer 1912. Trisopsis oleae ingår i släktet Trisopsis och familjen gallmyggor. Inga underarter finns listade i Catalogue of Life.